# Actinidia tetramera
Actinidia tetramera là một loài thực vật có hoa trong họ Dương đào. Loài này được Maxim. mô tả khoa học đầu tiên năm 1890.